# Pecica
Pecica (deutsch Petschka, ungarisch Pécska, kroatisch Pečka, serbisch-kyrillisch Печка) ist eine Stadt im Kreis Arad in Rumänien.

## Geographische Lage

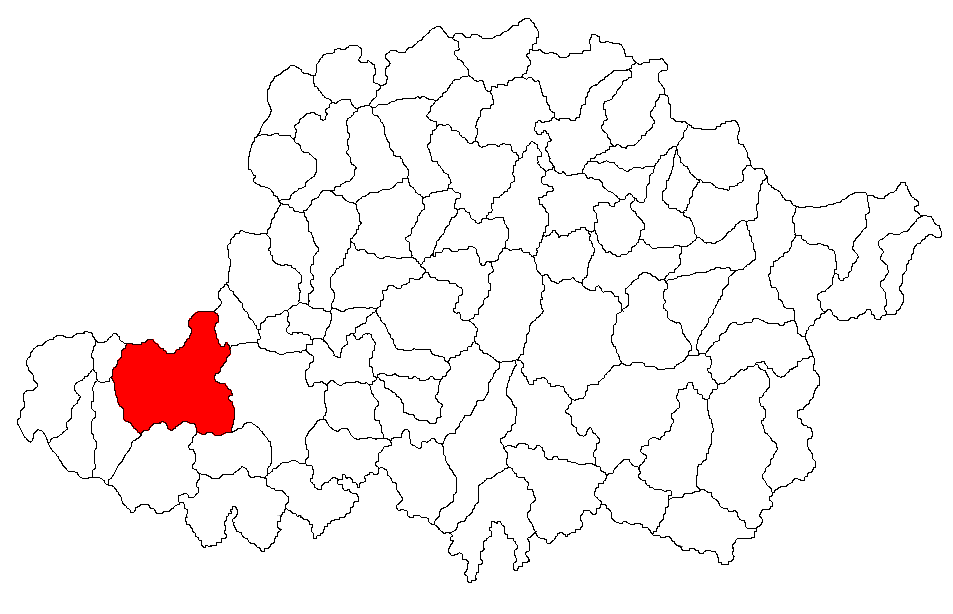
Lage von Pecica im Kreis Arad

Pecica liegt im Westen Rumäniens, im Osten der Großen Ungarischen Tiefebene, rechts des Flusses Mureș (Mieresch). Die Kreishauptstadt Arad befindet sich etwa 20 km östlich.

## Geschichte
Die Region der Stadt ist seit der Bronzezeit besiedelt. Einige Historiker sehen Pecica als den Standort der von Claudius Ptolemäus beschriebenen dakischen Festung Ziridava. Der heutige Ort wurde erstmals 1335 unter dem Namen Petk erwähnt. Er gehörte damals zum Königreich Ungarn und war lange im Besitz ungarischer Adliger. Im 16. und 17. Jahrhundert war Pecica – wie der gesamte Banat – Teil des Osmanischen Reiches. Danach kam er zur habsburgischen Doppelmonarchie. 1735 ging von Pecica ein Bauernaufstand aus, der von Pero (Petru) Seghedinatz, einem Bewohner des Dorfes, angeführt wurde.
Vom 18. Jahrhundert an war die Ortschaft in zwei Teile gegliedert; Rovine (Neupetschka), der westliche Teil, war vorwiegend von Ungarn besiedelt, während in Pecica Română (Altpetschka), dem östlichen Teil Rumänen lebten. Von 1846 bis 1900 hatte Pecica Română den Status einer Stadt. Erst 1960 wurden beide Teile administrativ vereint. Um zu vermeiden, dass die Straßenschilder gleichzeitig rumänisch und ungarisch beschriftet werden, einigte man sich 2002, dass die 120 Straßen keine Namen erhalten, sondern mit arabischen Ziffern gekennzeichnet werden. 2004 wurden die beiden Stadtteile Pecicas gemeinsam zur Stadt erklärt.
Im eingemeindeten Ort Turnu wurde 1997 ein Grenzübergang nach Ungarn eröffnet.
Die Landwirtschaft und die Lebensmittelverarbeitung sind der wichtigste Wirtschaftszweig der Stadt. Daneben spielen die Erdöl- und Erdgasförderung eine Rolle.

## Bevölkerung
1579 wurden in Pecica 353 Familien registriert. 1880 wohnten auf dem Gebiet der heutigen Stadt 17.673 Personen, davon 9894 Ungarn, 6149 Rumänen, 585 Serben, 429 Slowaken und 268 Deutsche. Bereits 1910 erreichte die Bevölkerungszahl mit 20.562 ihren Höhepunkt und ist seitdem tendenziell rückläufig. Bei der Volkszählung 2002 wurden in Pecica 13.024 Einwohner registriert, darunter 7431 Rumänen, 4242 Ungarn, 1092 Roma, 78 Serben, 73 Slowaken, 48 Ukrainer und 39 Deutsche. 11.452 Personen lebten in Pecica im engeren Sinne, die übrigen in den drei eingemeindeten Orten.

## Verkehr
Pecica besitzt einen Bahnhof an der Strecke von Arad nach Nădlac. Diese Verbindung wird momentan (2008) ausschließlich vom privaten Betreiber Regiotrans bedient. Es verkehren derzeit acht Zugpaare täglich. Von Bedeutung ist außerdem der Busverkehr (regelmäßige Verbindungen nach Arad und Peregu Mare). Durch die Stadt verläuft der Drum național 7, der hier Teil der Europastraße 68 ist.

## Sehenswürdigkeiten
- Historischer Stadtkern um die Römisch-katholische Kirche (1850–1900), stehen unter Denkmalschutz.[7]
- Naturpark Lunca Mureșului
- Archäologische Ausgrabungsstätte Șanțul Mare
- Serbisch-orthodoxes Kloster Bezdin (16. Jahrhundert)
- Rumänisch-orthodoxes Kloster Hodoș-Bodrog (14. Jahrhundert)

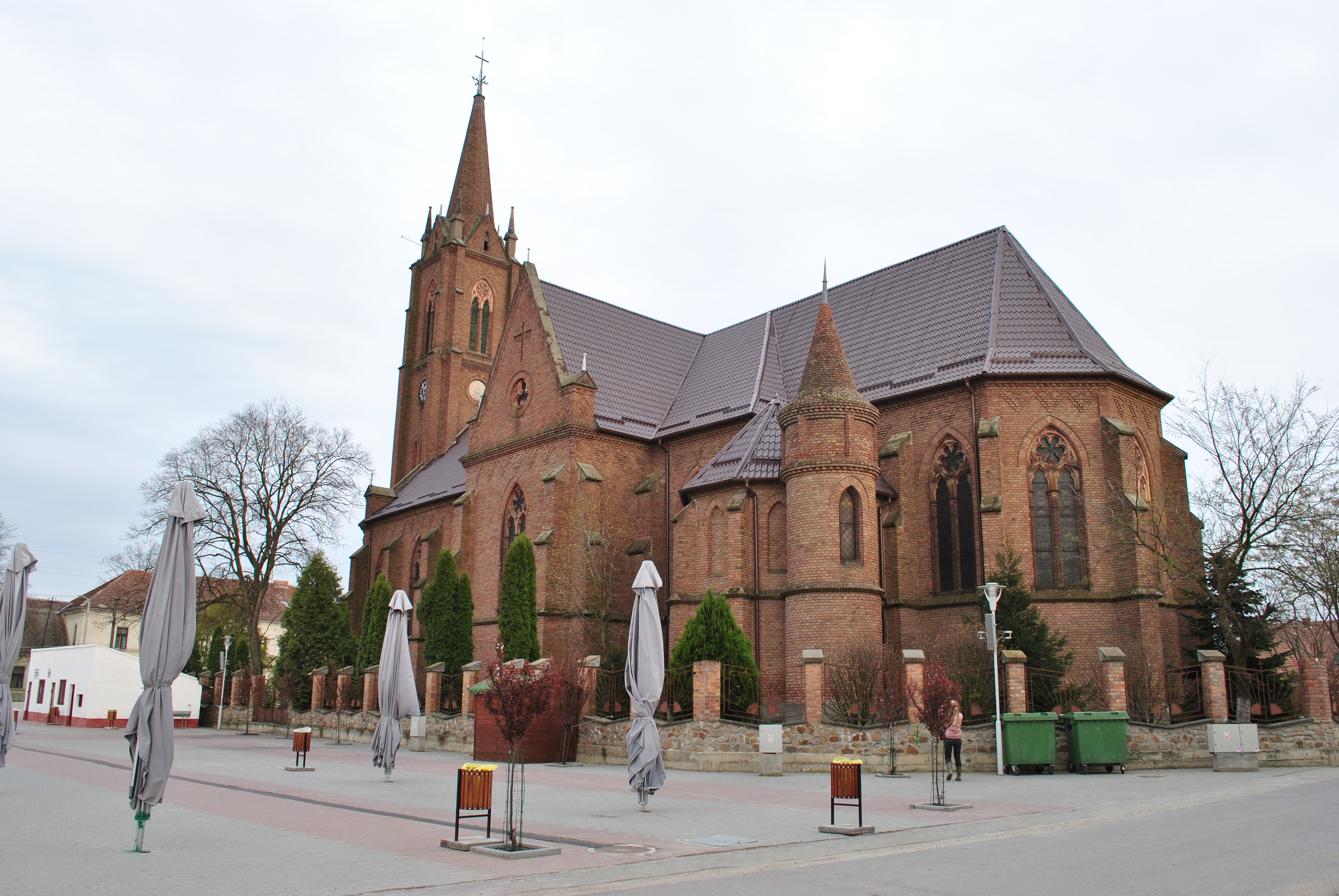
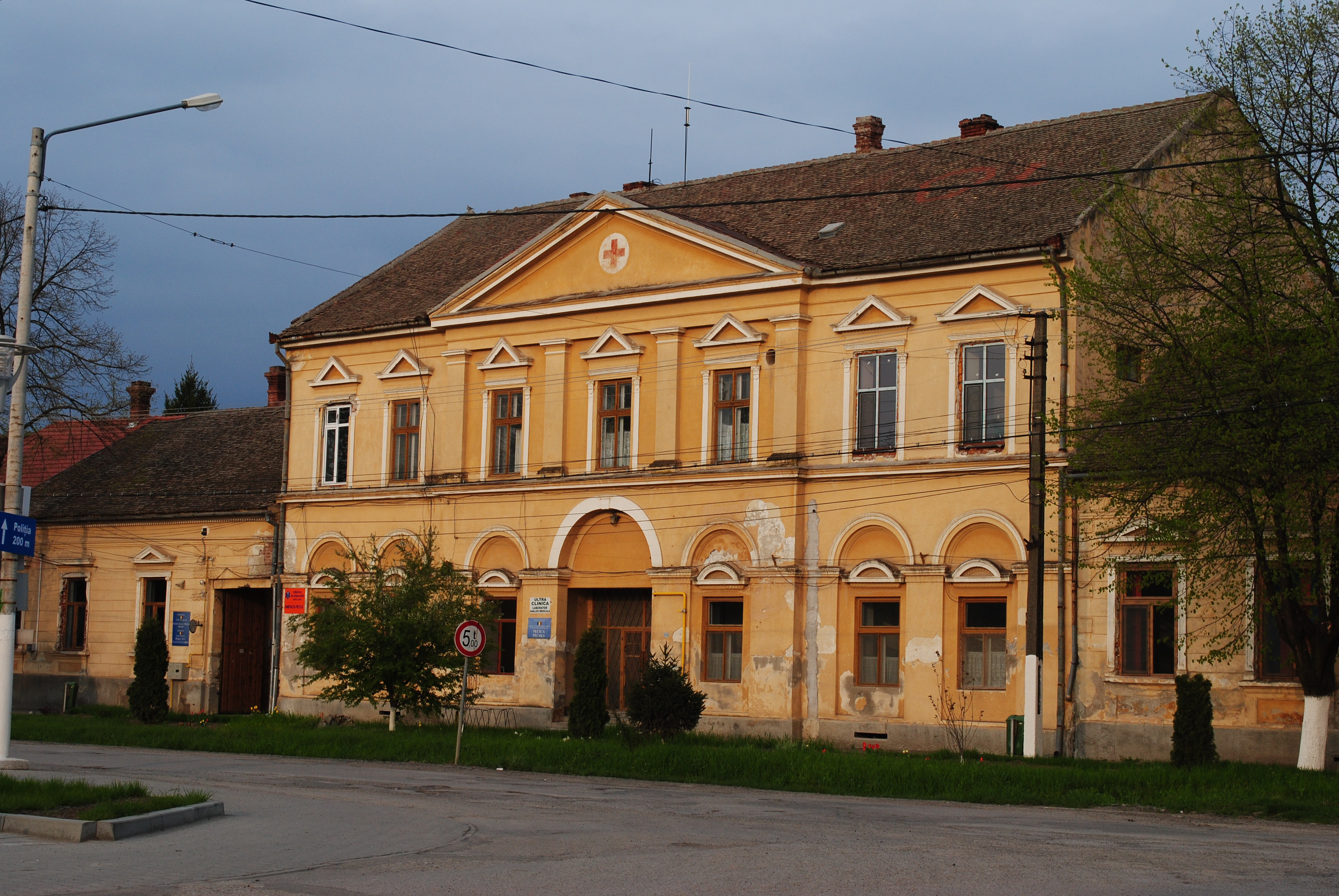
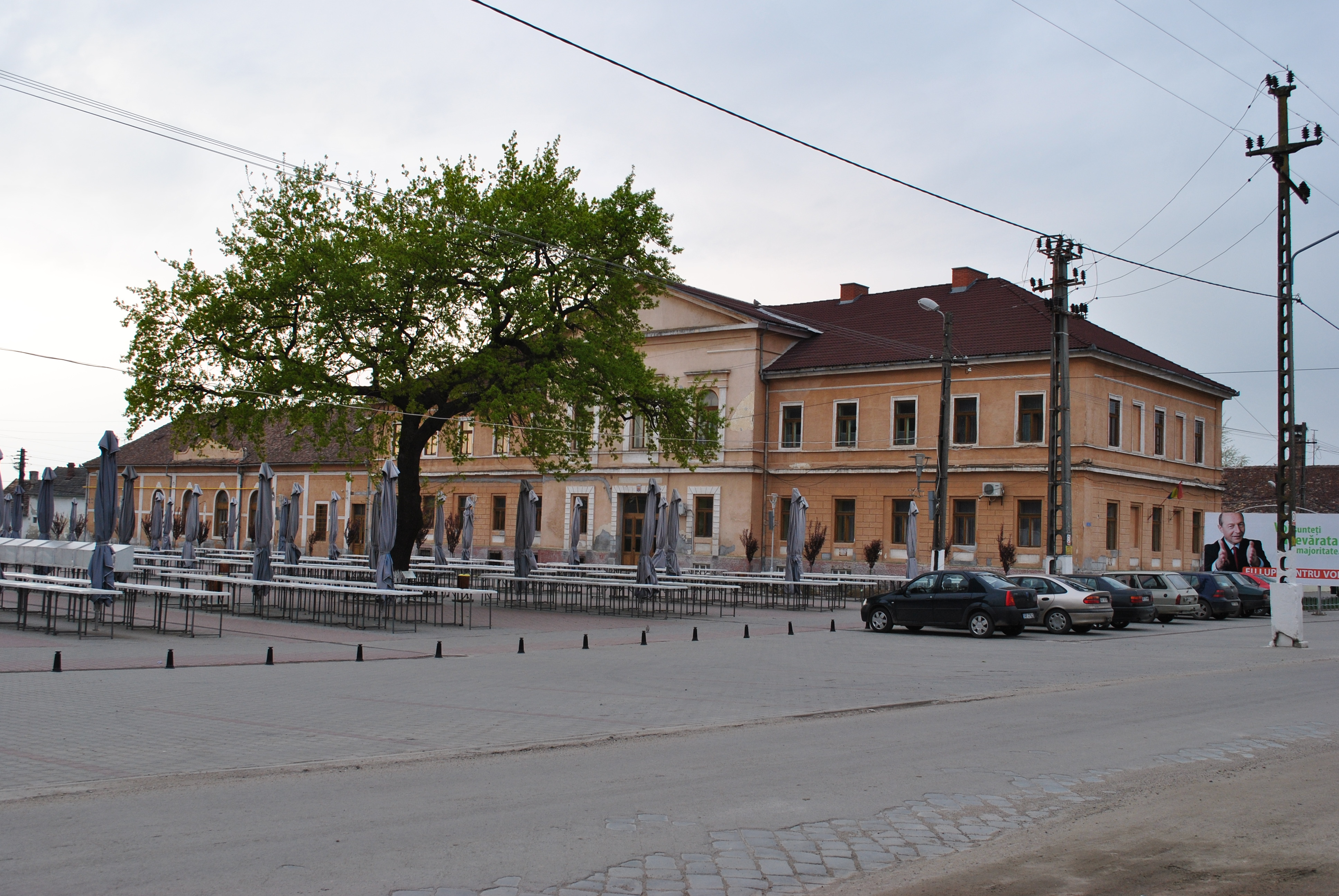

## Partnerstädte
- Battonya, Ungarn (1996)
- Woluwe-Saint-Pierre, Belgien (2006)

## Persönlichkeiten
- Pero (Petru) Seghedinat (?–1735), serbischer Hauptmann, Anführer eines Bauernaufstandes im Banat.[8]
- Zsigmond Ormós (1813–1894), ungarischer Jurist, Journalist, Politiker und Kunsthistoriker[9]
- Roman Ciorogariu (1852–1936), orthodoxer Bischof von Oradea[10]
- Kunó Klebelsberg (1875–1932), ungarischer Politiker und Kultusminister
- Valeriu Novacu (1909–1992), Mathematiker, Politiker, Physiker und Diplomat